# Sumire Satō
Sumire Satō (佐藤 すみれ Satō Sumire?,  Prefectura de Saitama, Japón, 20 de noviembre de 1993) es una idol, cantante y actriz japonesa. Es conocida por haber sido miembro del grupo de pop femenino AKB48; más adelante fue transferida a su grupo hermano, SKE48. En 2016, protagonizó la adaptación cinematográfica del manga The Little Match Girl de Sanami Suzuki.

## Carrera
En 2006, Satō se convirtió en una de las cinco finalistas de la Happy 8th Audition de Morning Musume, pero posteriormente perdió. El 20 de diciembre de 2008, se unió a AKB48 como miembro de la séptima generación de kenkyusei (aprendices). Su primera participación en un sencillo del grupo fue en la pista B de "River", titulada Kimi no Koto ga Suki Dakara, donde actuó en la agrupación Under Girls. Más adelante, fue promovida a miembro oficial de AKB48.
El 20 de agosto de 2009, Satō participó en las elecciones generales de AKB48 y en una gira nacional. El 7 de diciembre de 2009, se unió a Horipro. Su primer sencillo en el lado A del grupo fue Chance no Junban. El 21 de mayo de 2010, Satō fue nuevamente promovida al equipo B.
El 24 de agosto de 2012, se convirtió en miembro del equipo A. El 25 de abril de 2014, Satō fue transferida al equipo E del grupo hermano de AKB48, SKE48. Se graduó de SKE48 el 7 de enero de 2018.

## Filmografía

### Televisión
- Majisuka Gakuen
- Majisuka Gakuen 2 (15 de abril - 1 de julio sw 2011) como Sanshoku

### Anime
- AKB0048 (29 de abril de 2012 - 22 de julio de 2012) como Mimori Kishida.
- AKB0048 Next Stage (4 de enero de 2013 - 30 de marzo de 2013) como Mimori Kishida/Shinoda Mariko The 8th.

### Películas
- Ultraman Saga (24 de marzo de 2012) como Lisa
- The Little Match Girl

## Discografía

### Sencillos (con AKB48)

#### Lado A
- Chance no Junban
- Everyday, Kachuusha
- Ue kara Mariko

#### Lado B
- Kimi no Koto ga Suki Dakara (River)
- Nusumareta Kuchibiru (Ponytail to Chouchou)
- Namida no Seesaw Game (Heavy Rotation)
- Yasai Sisters (Heavy Rotation)
- Boku Dake no value (Beginner)
- Love Jump (Chance no Junban)
- Guuzen no Juujiro (Sakura no Ki ni Narō)
- Yankee Soul (Everyday, Kachuusha)
- Dakishimechaikenai (Flying Get)
- Seishun to Kizukanai Mama (Flying Get)
- Yasai Uranai (Flying Get)
- Kimi no Senaka (Kaze wa Fuiteiru)
- Noel no Yoru (Ue kara Mariko)
- Yobisute Fantasy (Ue kara Mariko)
- New Ship (Give Me Five!)
- Mitsu no Namida (Manatsu no Sounds Good!)
- Show Fight! (Gingham Check)
- Kodoku na Hoshizora (Uza)

### Álbumes
- Jibun Rashisa (Kamikyokutachi)
- Wagamama Collection (Koko ni Ita Koto)